# Mattias Timander
Mattias Erik Timander (Sollefteå, 16 aprile 1974) è un ex hockeista su ghiaccio svedese.

## Palmarès

### Mondiali
- 1 medaglia:
  - 1 oro (Lettonia 2006)